# St. Katharina (Plößnitz)

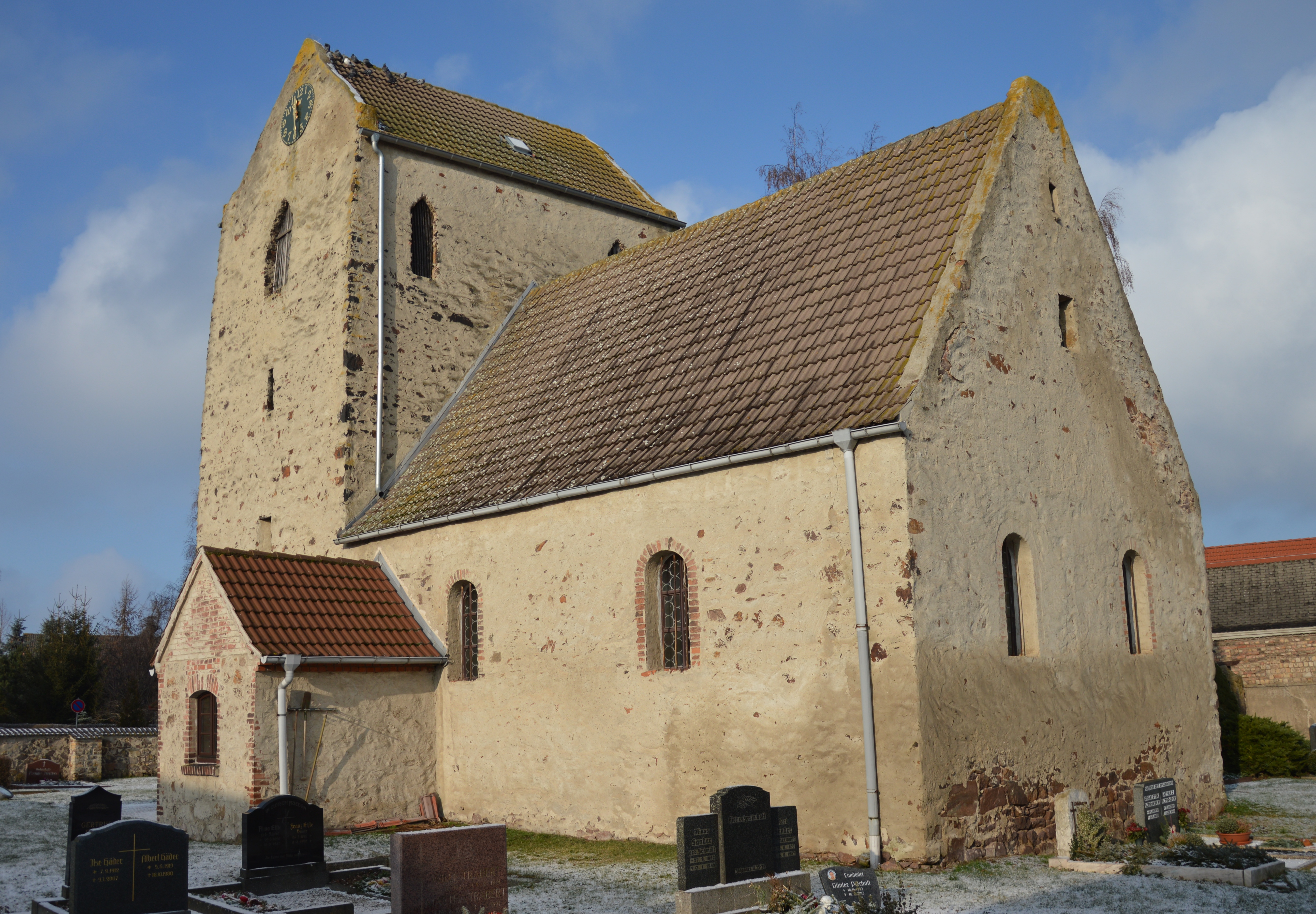
St.-Katharina-Kirche

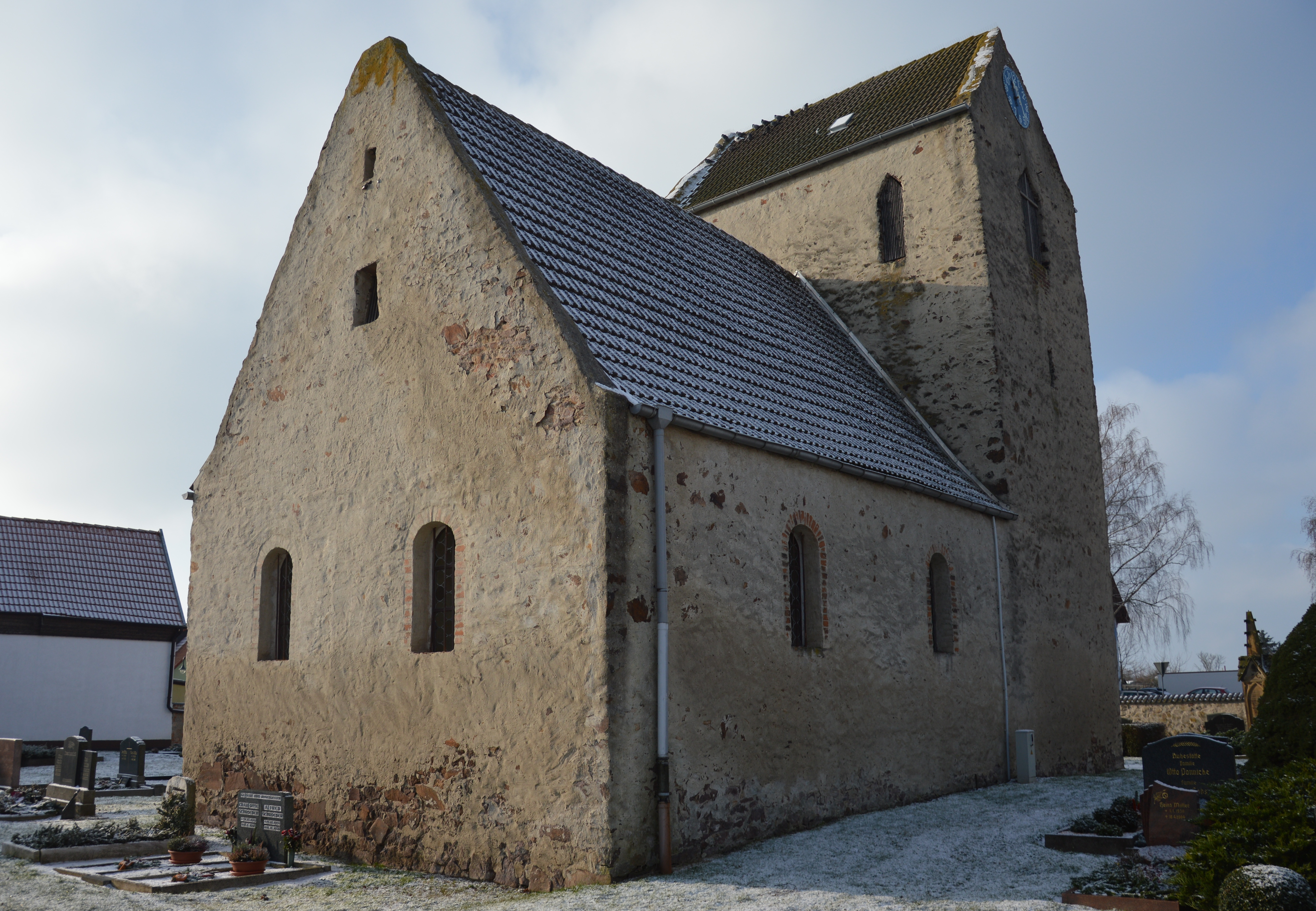
Blick von Nordosten, 2016

Die St.-Katharina-Kirche ist eine Kirche im zur Stadt Landsberg in Sachsen-Anhalt gehörenden Ortsteil Plößnitz. Die Kirchengemeinde gehört zum Pfarramt Hohenthurm im Kirchenkreis Halle-Saalkreis der Evangelischen Kirche in Mitteldeutschland.
Die Kirchengemeinde zählt 62 Gemeindeglieder (Stand 2015).

## Lage
Die Kirche befindet sich im Ortskern auf der Ostseite der Kreisstraße gegenüber der Einmündung des Maschwitzer Wegs.

## Architektur und Geschichte

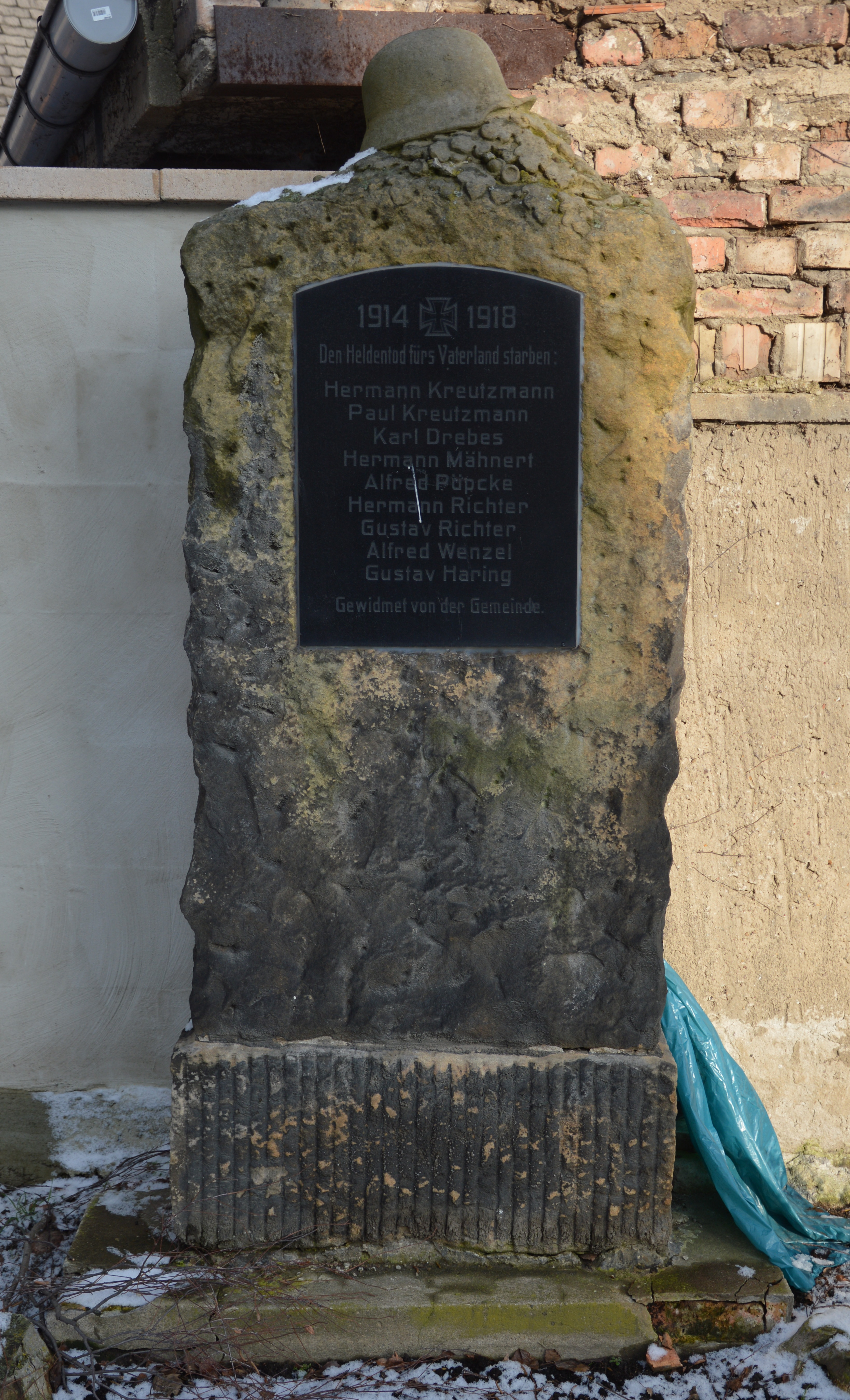
Kriegerdenkmal

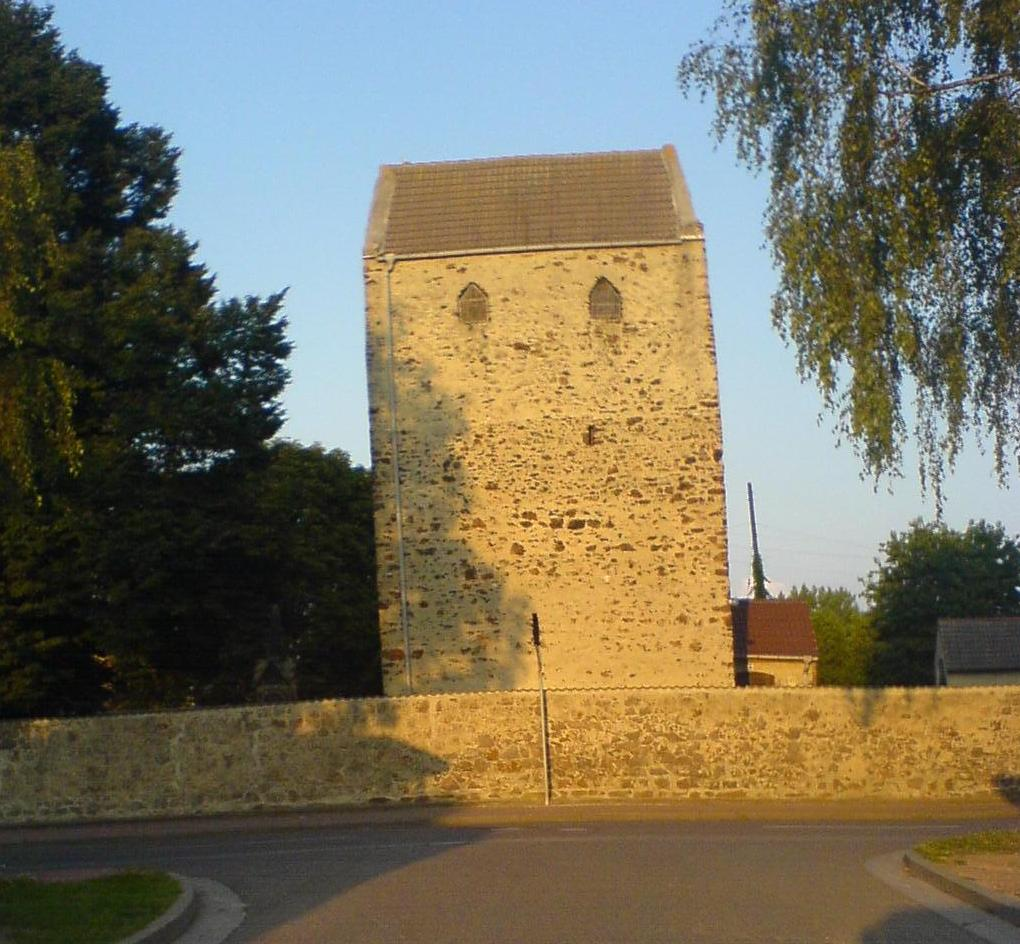
Blick vom Maschwitzer Weg, 2006

Die einschiffige Kirche ist aus Bruchsteinen errichtet und stammt aus dem 13. Jahrhundert. Westlich des Kirchenschiffs befindet sich ein quer zum Schiff stehender Kirchturm. Er ist mit einem Satteldach bedeckt und verfügt über als Spitzbögen ausgeführte Schallarkaden. Im Jahr 1505 sowie im 19. Jahrhundert erfolgten Umbauten. Auf der Südseite des Kirchenschiffs ist ein kleiner Anbau angefügt.
Das Kircheninneren wird von einer Bohlendecke aus dem 16. Jahrhundert überspannt. Sie ist mit ornamentaler Schablonenmalerei verziert. Darüber hinaus besteht eine zweiseitige Empore. Der gotische Schnitzaltar entstand um 1430. In seinem erhöhten mittleren Teil ist eine Madonna abgebildet. Sie wird seitlich von jeweils zwei übereinander angeordneten weiblichen Heiligen flankiert. In den Flügeln des Altars ist als Figur nur die des Jacobus Major erhalten.
Im Jahr 1937 erfolgte eine Restaurierung. Hierbei wurde der Schnitzaltar in den Flügeln durch Texte behutsam ergänzt. Während der Restaurierung kam es auch zu großflächigen Ergänzungen der Deckenmalereien.
In der Kirche befindet sich auch eine polygonale Pfarrloge mit Rankengitter und gleichfalls polygonaler Kanzel aus dem 17. Jahrhundert. Weiterhin ist ein Taufgestell vom Anfang des 18. Jahrhunderts und eine inschriftlich auf das Jahr 1505 datierte Sakramentsnische vorhanden. Die in der Kirche befindliche Rühlmann-Orgel verfügt über ein mechanisches Spielwerk von 1880.
Auf dem die Kirche umgebenden Friedhof befindet sich nördlich der Kirche ein Kriegerdenkmal zum Gedenken an die im Ersten Weltkrieg Gefallenen.
Im örtlichen Denkmalverzeichnis ist die Kirche unter der Erfassungsnummer 094 55048 als Baudenkmal verzeichnet.